# 史蒂文·杜伊克
史蒂文·杜伊克（英語：Steven Dewick，1976年2月2日—），澳大利亚男子游泳运动员。他曾代表澳大利亚参加1996年夏季奥林匹克运动会游泳比赛，获得男子4×100米混合泳接力铜牌。